# Bubenečská kolej
Bubenečská kolej je ubytovací zařízení nacházející se Praze 6-Bubenči, na adrese Terronská 1023/28. Na koleji působí studentský klub Buben, založený v roce 2002.

## Pokoje

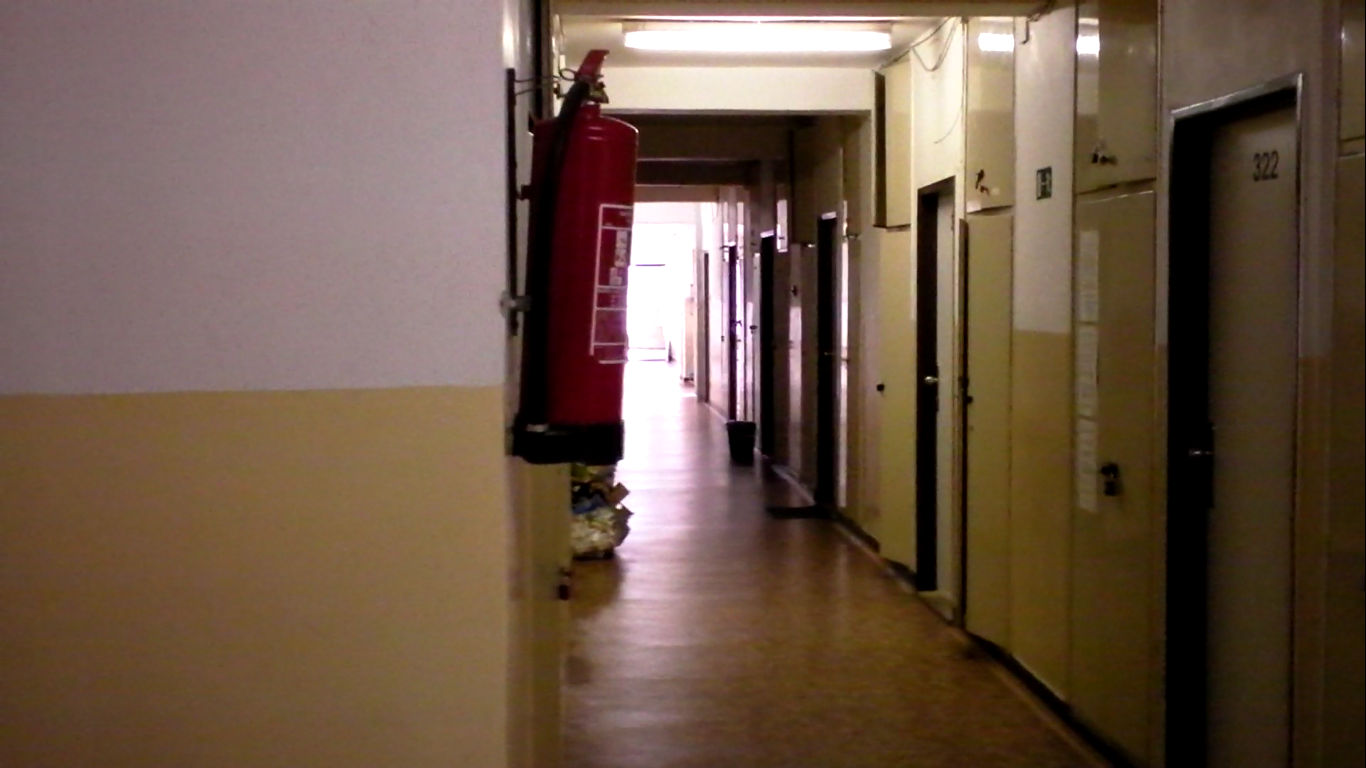
Chodba Bubenečské koleje

Bubenečská kolej je nabízena Správou účelových zařízení ČVUT a má více než 500 lůžek, které sestavují třílůžkové pokoje se společným sociálním zařízením a kuchyňkou na patře. Kolej určena především pro studenty, je využívána ale také jako hostel, který nabízí celoročně cca 8 pokojů v přízemí a 2-3 pokoje na některých ze čtyř pater budovy.

## Možnosti kolejí
Kolej má své sportovní hřiště na zadním dvoře, které určeno pro takové typy sportu jako tenis, kopaná, házená, basketbal, volejbal, nohejbal.

## Klubové možnosti
Vedení klubu zajišťuje připojení k internetové siti přes ethernetové zásuvky a také WiFi připojení. Klub provozuje a půjčuje různá zařízení a prostory jako deskové hry, studovnu, klubovnu, posilovnu, které mohou členové využívat při placení členských příspěvků dle interního předpisu.